# Haager Abkommen über die internationale Hinterlegung gewerblicher Muster und Modelle
Das Haager Abkommen über die internationale Hinterlegung gewerblicher Muster und Modelle kurz Haager Musterabkommen oder HMA ist ein internationales Abkommen auf dem Gebiet des Designrechtes und wird von der WIPO verwaltet. Durch dieses Abkommen bilden seine 65 Mitgliedstaaten einen Sonderverband gemäß der Pariser Verbandsübereinkunft zum Schutz des gewerblichen Eigentums (PVÜ). 
Anders als beispielsweise beim Madrider Markenabkommen handelt es sich beim Haager Musterabkommen nur um ein Dachabkommen, das selbst noch keine konkreten Hinterlegungsregeln enthält. Vielmehr wurden zu diesem Zweck innerhalb des Dachabkommens verschiedene, rechtlich selbständige internationale Verträge abgeschlossen, die Londoner Akte von 1934, die Haager Akte von 1960 und zuletzt die Genfer Akte von 1999, wobei die Vorschriften für Anmeldung, Eintragung und Bekanntmachung jeweils zeitgemäß waren.
Durch das HMA ist es Designinhabern möglich, sich auf die Vorschriften der jeweiligen Akte zum HMA zu berufen und durch internationale Hinterlegung der Muster oder Modelle den jeweils nationalen Schutzumfang der Verbandsstaaten zu erwerben. Das HMA beinhaltet nämlich kein materielles Recht, sondern schafft nur ein internationales Hinterlegungsverfahren. Diese Eintragung in das internationale Register durch das internationale Büro der WIPO hat dieselbe Wirkung wie eine Eintragung in jedem einzelnen benannten Mitgliedstaat.
Anpassung des deutschen Geschmacksmusterrechts
Der Deutsche Bundestag hat am 18. Juni 2009 zwei Gesetze zum internationalen Designschutz verabschiedet. Mit den Gesetzen werden das Designrecht (das sogenannte Geschmacksmusterrecht) international auf den neuesten Stand gebracht und die Voraussetzungen für die Ratifikation der Genfer Akte geschaffen. Die Genfer Akte modernisiert das Haager Abkommen über die internationale Eintragung gewerblicher Muster und Modelle. Derzeit befinden sich zwei Gesetzentwürfe zur Änderung des Geschmacksmusterrechts im Gesetzgebungsverfahren.
Das Geschmacksmustergesetz soll um einen Abschnitt ergänzt werden, der den Schutz gewerblicher Muster und Modelle nach dem Haager Abkommen in allen drei Fassungen regelt. Bisher enthielten weder das Geschmacksmustergesetz noch andere Gesetze hierzu Vorschriften. Es finden sich vorrangig Regelungen über die Wirkung internationaler Eintragungen, die Erklärung der Schutzverweigerung und die Möglichkeit der Schutzentziehung. Daneben werden die Bestimmungen über die Rechtsverordnungsermächtigung des Bundesministeriums der Justiz angepasst und das Patentkostengesetz für den Fall der Weiterleitung einer internationalen Anmeldung durch das Deutsche Patent- und Markenamt entsprechend ergänzt.